# Jan-Ingvar Ohlsson
Jan-Ingvar Ohlsson, folkbokförd Jan Ingvar Olsson, född 21 april 1946, är en svensk före detta medeldistanslöpare. Han tävlade för Malmö AI.
Ohlsson vann SM-guld både på 800 meter och 1 500 meter år 1970 liksom ett på 5 000 meter år 1971.